# Верея (Орехово-Зуевский район)
Вере́я — посёлок (в 1938—2003 годах — посёлок городского типа) в Московской области России, входит в Орехово-Зуевский городской округ. Население — 2427 чел. (2010).

## История
Рабочий посёлок Верея возник при торфодобывающем предприятии в 1930-х годах как посёлок торфяников. Название поселения и его центра, по одной из версий, происходит от народного географического термина «верея`» — «сухое, возвышенное место на низменности среди болот и сырых мест в лесу». В 2003—2006 годах Верея — центр Верейского сельского округа.
Другое возможное происхождение от слова «вере`я» — длинный шест для промерки глубины и передвижения по болотам.
Рядом расположен посёлок Снопок, который скорее всего вырос на месте ориентира, снопов сена или соломы привязанных к высоким столбам для лучшей видимости из далека.
С 1 января 2006 года до 1 января 2018 года — административный центр сельского поселения Верейское Орехово-Зуевского муниципального района.
В Московской области существует также город с таким названием (в отличие от посёлка, произносится Верея`). 

## Население посёлка
| 1939  | 1959  | 1970  | 1979  | 1989  | 2002  | 2006  |
| ----- | ----- | ----- | ----- | ----- | ----- | ----- |
| 6852  | ↗8978 | ↘8670 | ↘5313 | ↘4582 | ↘1989 | ↗2160 |
| 2010  |       |       |       |       |       |       |
| ↗2427 |       |       |       |       |       |       |

## Транспорт
Имеется автобусное сообщение с районным центром (Орехово-Зуево), а также с посёлком Новый Снопок и деревнями Старый Снопок и Новониколаевка. В летнее время курсируют маршрутные такси (Орехово-Зуево — Верея).

## Связь
Услуги телефонной связи и доступ в Интернет предоставляют операторы Ростелеком, Кредо-Телеком.

## Известные уроженцы
- Панин, Геннадий Олегович — депутат Государственной Думы.